# Seznam členů zastupitelstva Královéhradeckého kraje (2020–2024)
Seznam krajských zastupitelů Královéhradeckého kraje v 6. volebním období (2020 - 2024).
Po volbách 2020 se do Zastupitelstva Královéhradeckého kraje dostaly následující subjekty:
- ODS, STAN a VČ - 12 mandátů
- ANO 2011 - 12 mandátů
- Piráti - 7 mandátů
- SPOLU PRO KRAJ (Osobnosti kraje, ČSSD a Zelení) - 4 mandáty
- Koalice pro Královéhradecký kraj (KDU-ČSL, VPM a Nestraníci) - 4 mandáty
- Spojenci pro Královéhradecký kraj (TOP 09, HDK a LES) - 4 mandáty
- SPD - 2 mandáty

## Seznam zastupitelů
| Jméno, příjmení a tituly                | Zvolen(a) za     | Stranická příslušnost | Funkce | Poznámka                                                            |
| --------------------------------------- | ---------------- | --------------------- | --- | ------------------------------------------------------------------- |
| Mgr. Ivan Adamec                        | ODS, STAN a VČ   | ODS                   | |                                                                     |
| MVDr. Pavel Bělobrádek, Ph.D., MPA      | Koalice pro KHK  | KDU-ČSL               | 2. náměstek hejtmana pro životní prostředí, zemědělství a vodohospodářství                                                   |                                                                     |
| Mgr. Martina Berdychová                 | ODS, STAN a VČ   | VČ                    | Náměstkyně hejtmana pro sociální věci, kulturu a cestovní ruch                                                               |                                                                     |
| Mgr. Jana Berkovcová                    | ANO 2011         | ANO 2011              | |                                                                     |
| Jan Birke                               | SPOLU PRO KRAJ   | ČSSD                  | |                                                                     |
| Milan Brandejs                          | ODS, STAN a VČ   | STAN                  | |                                                                     |
| Ing. Ladislav Brykner                   | ODS, STAN a VČ   | ODS                   | Předseda Výboru pro sport, tělovýchovu a volnočasové aktivity (do června 2021), předseda Výboru pro dopravu (od června 2021) |                                                                     |
| Bc. Pavel Bulíček                       | Piráti           | Piráti                | 1. náměstek hejtmana pro investice, informační technologie, vědu, výzkum a inovace                                           |                                                                     |
| JUDr. Ing. Rudolf Cogan, Ph.D.          | ODS, STAN a VČ   | nestr. za STAN        | Náměstek hejtmana pro oblast financí                                                                                         |                                                                     |
| prof. MUDr. Jan Čáp, CSc.               | Koalice pro KHK  | KDU-ČSL               | |                                                                     |
| brig. gen. v.v. Mgr. Martin Červíček    | ODS, STAN a VČ   | ODS                   | Hejtman Královéhradeckého kraje                                                                                              |                                                                     |
| Ing. Jaromír Dědeček                    | ANO 2011         | ANO 2011              | Předseda Kontrolního výboru                                                                                                  |                                                                     |
| Aleš Dohnal                             | Piráti           | Piráti                | Předseda Výboru pro dopravu (do června 2021)                                                                                 |                                                                     |
| Ing. Klára Dostálová                    | ANO 2011         | nestr. za ANO 2011    | |                                                                     |
| Ing. Jana Drejslová                     | ODS, STAN a VČ   | nestr. za ODS         | Předsedkyně Výboru pro výchovu, vzdělávání a zaměstnanost                                                                    |                                                                     |
| MUDr. Zdeněk Fink                       | Spojenci pro KHK | HDK                   | Radní kraje pro zdravotnictví                                                                                                |                                                                     |
| Mgr. Jan Grulich                        | Spojenci pro KHK | TOP 09                | Předseda Výboru pro cestovní ruch a mezinárodní spolupráci                                                                   |                                                                     |
| Mgr. Martin Hanousek                    | SPOLU PRO KRAJ   | Zelení                | | V květnu 2021 v zastupitelstvu nahradil Pavla Hečka.                |
| MVDr. Ivana Hantschová, Dott.ssa        | ANO 2011         | nestr. za ANO 2011    | |                                                                     |
| Bc. Pavel Hečko                         | SPOLU PRO KRAJ   | ČSSD                  | | Zemřel v březnu 2021. V zastupitelstvu ho nahradil Martin Hanousek. |
| JUDr. Jan Holásek, LL.M.                | Spojenci pro KHK | nestr. za HDK         | |                                                                     |
| Josef Horáček                           | ODS, STAN a VČ   | STAN                  | Předseda Výboru pro kulturu a památkovou péči                                                                                |                                                                     |
| Ing. Jan Jarolím                        | ANO 2011         | ANO 2011              | |                                                                     |
| Miroslav Kodydek                        | ANO 2011         | ANO 2011              | |                                                                     |
| Petr Koleta                             | ANO 2011         | ANO 2011              | |                                                                     |
| Ing. Dana Kracíková                     | ODS, STAN a VČ   | nestr. za VČ          | Předsedkyně Zdravotního výboru                                                                                               |                                                                     |
| Darina Kricnarová, MBA                  | ANO 2011         | ANO 2011              | |                                                                     |
| Ing. Jan Kříž                           | ANO 2011         | ANO 2011              | |                                                                     |
| Ing. Anna Maclová                       | Koalice pro KHK  | nestr. za KDU-ČSL     | Předsedkyně Finančního výboru (do října 2022), předsedkyně Sociálního výboru (od října 2022)                                 |                                                                     |
| Ing. Aleš Maloch                        | ODS, STAN a VČ   | VČ                    | |                                                                     |
| brig. gen. Ing. František Mencl         | SPOLU PRO KRAJ   | nestr. za ČSSD        | |                                                                     |
| Andrea Pajgerová                        | SPD              | SPD                   | |                                                                     |
| Mgr. Jana Patková                       | Piráti           | Piráti                | |                                                                     |
| Zdeněk Podal                            | SPD              | SPD                   | |                                                                     |
| Mgr. Petr Poláček                       | Piráti           | Piráti                | Předseda Výboru pro sport, tělovýchovu a volnočasové aktivity (od června 2021)                                               |                                                                     |
| Ing. Zdeněk Praus                       | ANO 2011         | ANO 2011              | |                                                                     |
| Mgr. Václav Řehoř                       | ODS, STAN a VČ   | ODS                   | Radní kraje pro dopravu a majetek                                                                                            |                                                                     |
| Mgr. et Mgr. Pavlína Springerová, Ph.D. | Spojenci pro KHK | HDK                   | |                                                                     |
| Jana Šandová, DiS.                      | ANO 2011         | ANO 2011              | |                                                                     |
| Mgr. Jiří Škop                          | ODS, STAN a VČ   | ODS                   | Předseda Výboru pro regionální rozvoj                                                                                        |                                                                     |
| Ing. Monika Štayrová                    | ANO 2011         | ANO 2011              | |                                                                     |
| PhDr. Jiří Štěpán, Ph.D.                | SPOLU PRO KRAJ   | ČSSD                  | Předseda Výboru pro hospodářský rozvoj a pracovní příležitosti                                                               |                                                                     |
| Mgr. Arnošt Štěpánek, MBA               | Piráti           | Piráti                | Náměstek hejtmana pro školství a sport                                                                                       |                                                                     |
| Ing. Miroslav Uchytil                   | Koalice pro KHK  | KDU-ČSL               | Předseda Sociálního výboru (do října 2022), předseda Finančního výboru (od října 2022)                                       |                                                                     |
| Martina Vágner Dostálová                | Piráti           | nestr. za Piráti      | Předsedkyně Výboru pro životní prostředí a zemědělství                                                                       |                                                                     |
| Adam Valenta                            | Piráti           | Piráti                | Radní kraje pro regionální rozvoj, evropské granty a dotace                                                                  |                                                                     |